# جيم أدير
جيم أدير هو لاعب هوكي الجليد كندي، ولد في 29 سبتمبر 1948 في بروكفيل في كندا.

## وصلات خارجية
- جيم أدير على موقع EliteProspects.com (الإنجليزية)
- جيم أدير على موقع HockeyDB.com (الإنجليزية)